# 苏黎世高地

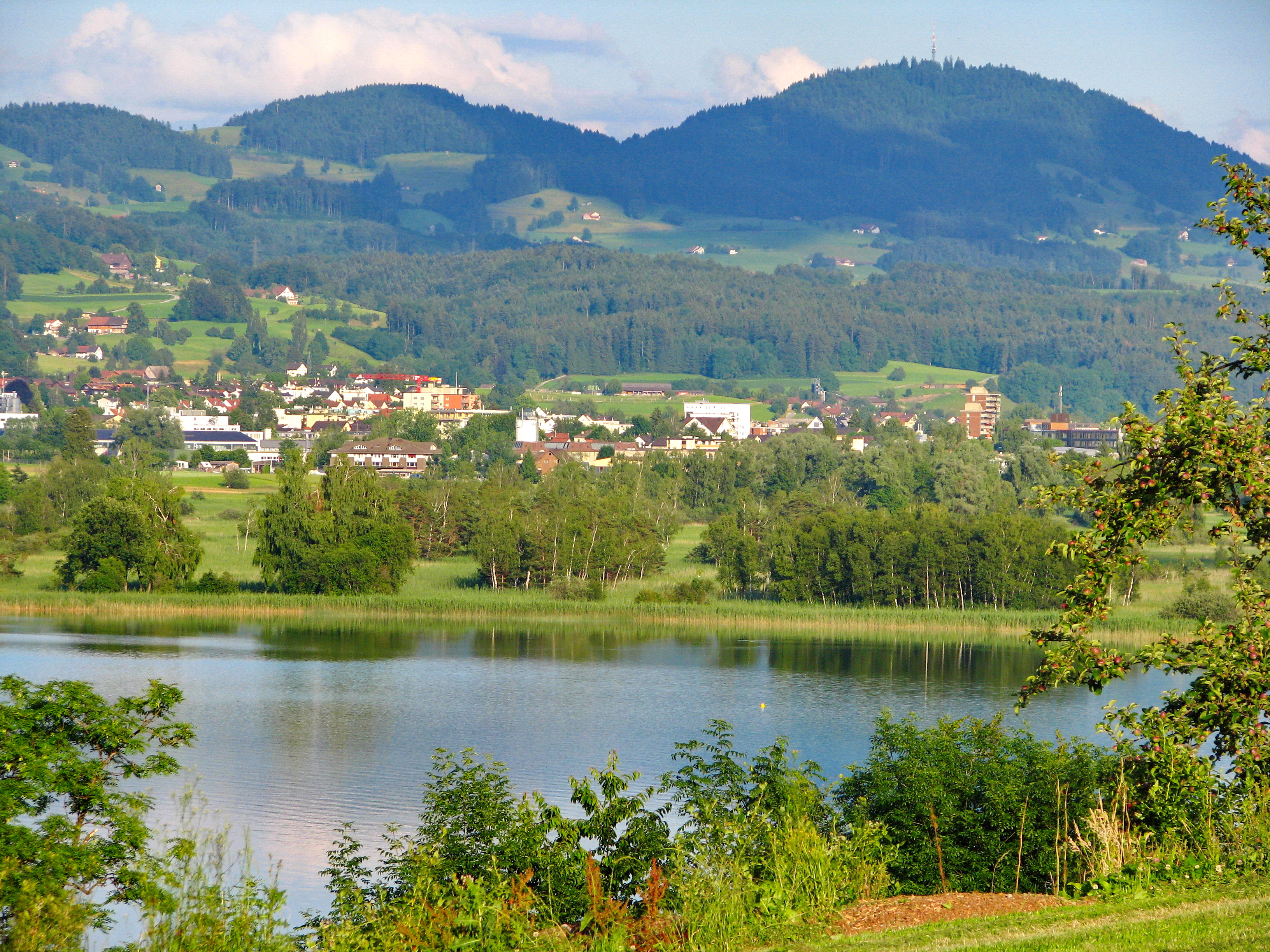
从塞格雷本眺望位于苏黎世高地的普费菲孔湖和远处的巴赫特尔山

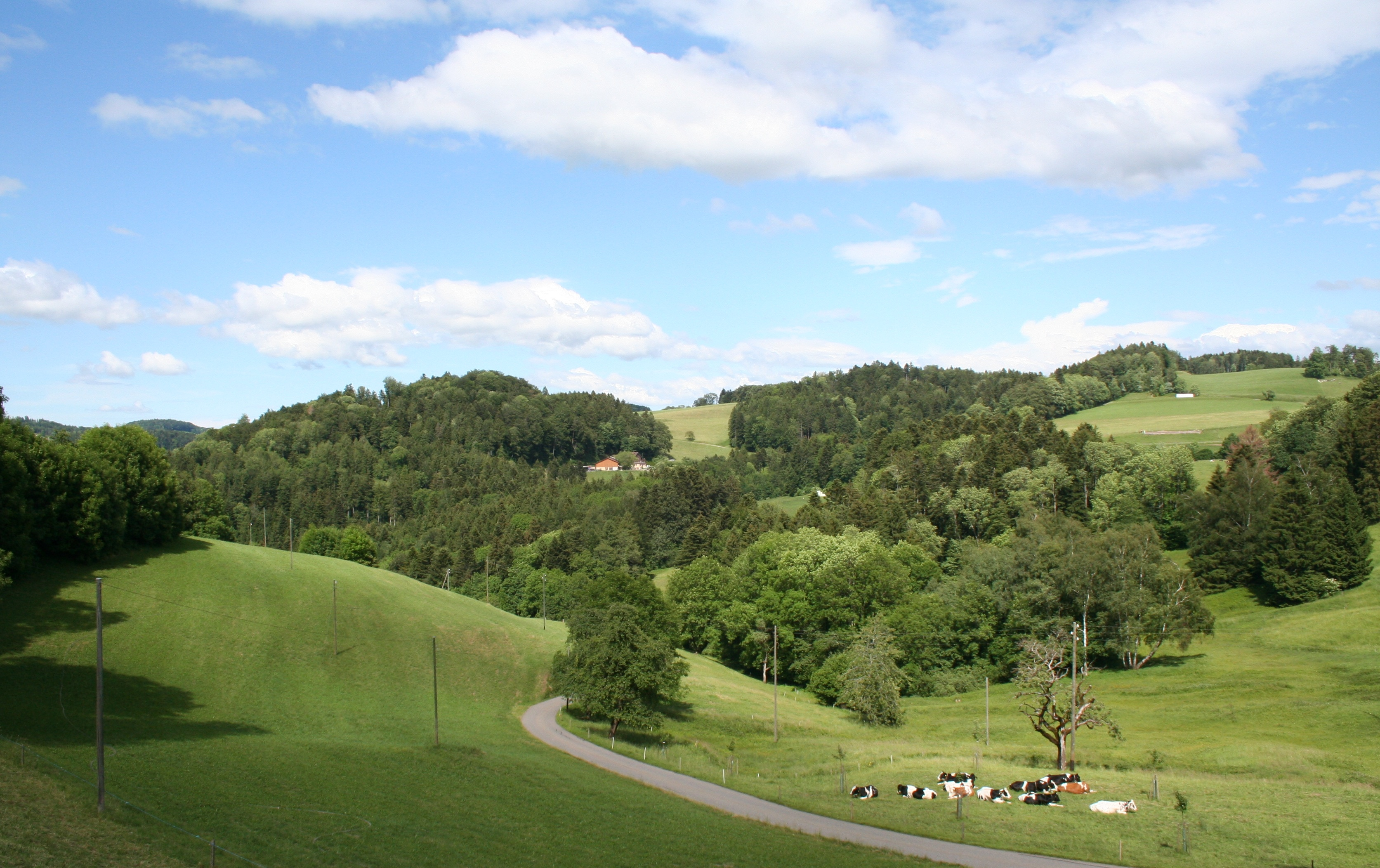
位于苏黎世高地的图本塔尔

苏黎世高地（德語：Zürcher Oberland；瑞士德语：Züri-Oberland）是苏黎世州东南部大部分丘陵地区的统称。位于这片高地的有三个城市：乌斯特，韦齐孔和欣维尔，以及格赖芬湖、普费菲孔湖、因特斯河得名的特斯山地，还有阿尔卑斯山前部的巴赫特尔山和施内伯尔峰等其他许多自然和文化景观。

## 外部鏈結
维基共享资源上的相關多媒體資源：苏黎世高地